# Aleurocanthus voeltzkowi
Aleurocanthus voeltzkowi es un hemíptero de la familia Aleyrodidae, con una subfamilia: Aleyrodinae. Fue descrita científicamente en 1908 por Newstead.